# Playgirl
Playgirl (o Playgirl Magazine) è una rivista pornografica mensile statunitense fondata nel 1973, durante il movimento femminista; incentrata sul nudo maschile e il lifestyle, è considerata la risposta femminile a riviste come Playboy e Penthouse.
Playgirl viene pubblicato a New York dalla compagnia "Blue Horizon Media", all'inizio della sua storia ha affrontato il nudo in maniera soft, nel corso degli anni si è arrivati al nudo integrale e soprattutto al nudo frontale accompagnato da erezione.
La rivista viene pubblicata anche in varie nazioni come Germania, Francia, Gran Bretagna, Paesi Bassi, Brasile e molte altre, tra cui anche l'Italia. La versione italiana fu realizzata verso la metà degli anni novanta, ma ebbe breve vita a causa del poco riscontro di vendite.
Ogni anno nel mese di novembre viene pubblicato un calendario sexy di modelli, tra i quali le lettrici possono votare per eleggere il "Man of the Year".
In passato la rivista ha pubblicato un servizio fotografico di Brad Pitt, paparazzato mentre si trovava a girare completamente nudo nel giardino della sua villa. Leonardo DiCaprio ha denunciato la rivista per aver pubblicato nel luglio 1998 delle foto che lo ritraevano nudo.
Nel 1992 Dirk Shafer, gay dichiarato, fu eletto "Man of the Year", in seguito realizzò un ironico falso documentario, in cui mostra come un gay, per lavorare, debba fingersi un sex symbol eterosessuale.
Nell'agosto del 2008 il magazine ha annunciato la chiusura dell'edizione cartacea a partire dal numero di gennaio 2009. La chiusura dello storico magazine è stata motivata da un brusco calo delle vendite e dall'aumento del potere di internet, grazie al quale molti dei loro lettori/lettrici cercano risorse e servizi erotici direttamente sul web. Dal 2009 continuerà la sua attività con l'edizione on-line del magazine.

## Nudi celebri
Nel corso degli anni molti personaggi più o meno noti hanno posato nudi o semi-nudi, o semplicemente in scatti sexy per la rivista:
| - Christopher Atkins - Scott Bakula - Brian Bloom - Steve Bond - Charles Dera - Michael Maguire - River Phoenix - Jim Brown - Gary Conway - Mark Davis - Don Diamont - Fabian - Christopher George - Tyrese Gibson - Sam J. Jones - Big Daddy Kane - Kevin Sorbo - Marcus Patrick - Marc Anthony Donais - Robin Williams | - Vito LoGrasso - Greg Louganis - Peter Lupus - Mark Wahlberg - George Maharis - Shawn Michaels - Dan Pastorini - Paul Newman - Peter Steele - Rocco Siffredi - Don Stroud - Jason Brooks - Keith Urban - Victor Webster - Lyle Waggoner - Fred Williamson - Chris Pontius - Paul Barresi |

## Man of the Month
| 1973 - 06 Lyle Waggoner - 07 George Maharis - 08 Gary Conway - 09 Fabian Forte - 10 Fred Williamson - 11 Don Stroud - 12 Jean-Paul Vignon 1974 - 01 John Ericson - 02 Barry Hostetler - 03 Bill Douglas - 04 Peter Lupus - 05 Garrison Wayne - 06 Christopher George - 07 Lou Zivkovich - 08 Gregg & Ron Rogers - 09 Jim Brown - 10 Paul Keith - 11 Phil Avalon (Phillip) - 12 Woody Parker 1975 - 01 Bob Prince - 02 John Corvello - 03 Al Cavuoto - 04 John Gibson - 05 Biff Manard - 06 Andrew Cooper III - 07 Bart Turner - 08 Al Hornsby - 09 Jaime Moreno - 10 Jimmy Hakim - 11 Jim Glasgow - 12 Jeramiah Shastid 1976 - 01 Jim Cavaretta - 02 Gary Earle - 03 Marc Rodriguez - 04 Dennis Ward - 05 Rock Pamplin - 06 Greg Hamilton - 07 Ron Yarbrough - 08 Greg Anderson - 09 Jim Lampier - 10 David White - 11 Beau Lawrence - 12 Ben Gallagher 1977 - 01 Tom Gagen - 02 Richard Lee Baney - 03 Greg Cuskelly - 04 Geoffrey Kane - 05 Steven Landen - 06 Tyler Horn - 07 Randy Laine - 08 Dan Delaney - 09 John Alexander - 10 Richard Burke Davis - 11 Paul Vonderlin - 12 Marc Gartman 1978 - 01 Dennis Durrell - 02 Scott Dutton - 03 C. W. Mundy - 04 Brian Dawson - 05 Norbert Blecha - 06 Stephen D'Auria - 07 Michael Montelbano - 08 Jeremy Alves - 09 Stephen Taylor - 10 Lenny Thompson - 11 Howie Gordon - 12 Vaya 1979 - 01 Jesse Cutler - 02 David Grant, a.k.a. Clay Russell - 03 Bill Davidson - 04 Bob Blount - 05 John Pelico, Jr - 06 Ken DeRose - 07 Erik Hooper - 08 Edward Tombridge-Wells - 09 Brett Austin - 10 Peter Speach - 11 Greg Scott - 12 Grahame White 1980 - 01 Geoff Minger - 02 Scott Daley - 03 Jerry Pedersoli - 04 Burl Chester - 05 Anthony Vacca - 06 Bill McAnally - 07 Steve Kolega - 08 Randy West - 09 Gene Carrier - 10 Stephen Drisdale - 11 Mark Taylor - 12 Terry Michael O'Neal 1981 - 01 Jim Waldrop - 02 Devin Hughes - 03 Jonathan Tracy - 04 Rick Hynes - 05 Joseph Spondike - 06 Jan Hilarius - 07 Antonio Contrelle - 08 Bryan Haines - 09 Geoff Helrich - 10 Tim Wenzel - 11 Ron Olund - 12 Jim Davis | 1982 - 01 Antonio Contrelle - 02 Ian Cochrane - 03 Demian Wolf - 04 Derek Tebo - 05 Mark Allan - 06 Jeff Wintemute - 07Scott Narhi - 08 James Wilson - 09 David Bates - 10 David Peters - 11 Bill Tunberg - 12 Ronnie Ortiz 1983 - 01 Jeff Wintemute, Man of the Year - 02 Frank Smith - 03 Brandon Court - 04 Daniel Egger - 05 Kevin Haslam - 06 David Van Brunt - 07 John Johnson - 08 Mike O'Grady - 09 Joe & John Benson - 10 Dennis Ogden - 11 Kory Wolf - 12 Joe Ingram 1984 - 01 Kory Wolf, Man of the Year - 02 Max Werner - 03 Ted Prior - 04 Richard Alan - 05 Joe Davis - 06 Richard Armani - 07 Jeff Southmayd - 08 Stephen Scott - 09 Steve Rally - 10 Scott Simon - 11 Jeffrey Erickson - 12 Christian D'Anboise 1985 - 01 Steve Rally, Man of the Year - 02 Rob Schad - 03 Drew Hunter - 04 Mark Monty - 05 Pat Larkin - 06 Brian Buzzini - 07 Bobby Sands - 08 Mike Lee - 09 Michael Mitrano - 10 John Robert Falk - 11 Mario Tornabene - 12 Rhett Routley 1986 - 01 Brian Buzzini, Man of the Year - 02 Thom Tadlock - 03 Phil Barone - 04 Dann Kaslow - 05 Scott Peterson - 06 Daniel Cook - 07 J. Kelly Coffee - 08 Matt Clark - 09 Larry Young - 10 Geoff Thompson - 11 Raphael Oriano - 12 Fabrizio Settimio - 13 Teayong Ahn 1987 - 01 Phil Barone, Man of the Year - 02 Terrence Dineen - 03 Gene Garlock - 04 Jeff O'Haco - 05 William Wood - 06 Joe Colby - 07 Eric Bowman - 08 Jeff Ryan - 09 Byron Michaels - 10 Rod Jackson - 11 John Paul - 12 Frank Savino 1988 - 01 Lee Brian Reba - 02 Ken Alan - 03 Brian Andrews - 04 Robert Bijan - 05 Chad Austin - 06 Conroy Nelson - 07 Eric Howard - 08 David Salas - 09 Michael Shane - 10 Tony Tracy - 11 Doug Chapman - 12 Robert Walper 1989 - 01 Michael Bannon - 02 Marc Anthony Donais - 03 Bruce Schutt - 04 Paolo Pecota - 05 Jeff Thompson - 06 Scott Lockwood - 07 Benny Graham - 08 Eric Thompson - 09 Tom Burgess - 10 Jason Wallenberg - 11 Martin Jade - 12 Bud Ralph - 13 Zack Obbie 1990 - 01 Kraig Anthony - 02 Marc Hampton - 03 Glenn Brooks - 04 Thomas James - 05 Leo Marentette - 06 Robert Baker - 07 Robert Keich - 08 Kevin Cline - 09 Michael Webber - 10 Bruce Peters - 11 Marcel Gabriel - 12 Rocco Tano - 13 Dirk Shafer, Man of the Year | 1991 - 01 Thom Collins - 02 Rafael Sant 'Angelo - 03 Damian Achilles - 04 Peter Romero - 05 Aaron Leif - 06 Keith Rivera - 07 Matt White - 08 Shaheed - 09 Axel Wolfe - 10 Joe Almeida - 11 Glenn Brown - 12 Steve Ryder - 13 Jon Carlos Londono 1992 - 01 Nick Stryker - 02 Charles Edmond - 03 Robert Johnston - 04 Kris Kayman - 05 John Simmonds - 06 James Arthur Parker - 07 Tom Burgess - 08 Don Nightingale - 09 Jim Bartling - 10 Joseph J. Pallister - 11 Derrick DeShá - 12 Michael Zirpoli - 13 Tom Marinelli 1993 - 01 Michael Maguire - 02 Kent Massich - 03 Danny Budak - 04 Terrence Dineen - 05 Edwin Serrano - 06 Steven Reinhardt - 07 Doug Koziak - 08 Drew Ricciardi - 09 Angelo Berrios - 10 Antonio Valentino - 11 Bernie Kellish - 12 Michael Shayne 1994 - 01 Richard Lima - 02 Matt Mullen - 03 Greg Lane - 04 Jamie Bales - 05 Chris Carmen - 06 Mark Kleckner - 07 Shane Minor - 08 Rob Shanahan - 09 Stephen Kellar - 10 Derrick DeShá - 11 John Holliday - 12 Darren Fox 1995 - 01 Gregg "Jax" Steele - 02 Vince Marino - 03 Michael George - 04 Alan Edwards - 05 Eddie Mallia - 06 Maurice Lawrence - 07 Jimmy Rogers - 08 Peter Steel - 09 Steven Olliver - 10 Marcello Morgili - 11 Lee McKinney, a.k.a. Derek Cameron - 12 Keith Munyan 1996 - 01 Martin Squires - 02 Zoltan - 03 E.J. Curse - 04 Robert Forcelli - 05 John Morano - 06 Rick Gager - 07 Joe Wolfe - 08 James Hunter - 09 Jonathon Prandi, Man of the Year - 10 Ronaldo Sanchez - 11 Cameron Warfield - 12 Derek DeLuis - 13 Shawn Michaels 1997 - 01 Doug Hale - 02 Orlando Navarette - 03 Timothy Bullock - 04 Claude Maguire - 05 Scott Mattran - 06 Andre Herbert - 07 Joseph Graham - 08 Jeff Kingsley - 09 Kurtis Hogan - 10 Thom Bartholomew - 11 Scott Layne - 12 Carl Buffington 1998 - 01 Frank Sepe - 02/03 Chris & Ryan Zaffino - 04 Rob Ashton - 05 Angel Ortiz - 06 Reid Hutchins - 07 Robert Monzi - 08 Gavin Hunter - 09 Byron Lorentz - 10 Steven Kay - 11 Tim Carlton - 12 Marco Washington 1999 - 01 Michael Bonavita - 02 Oliver Kaposi - 03 Endre Csernek - 04 Eddie Leone - 05 Robert Anthony - 06 Bill Kitchener - 07 Ray Clark - 08 Shannon Fuller - 09 Mike Sodini - 10 Tibor Toth - 11 Bill Bixton - 12 Sean McNeill | 2000 - 01 Randy Savino - 02 Julian Rios - 03 Dave Dawson - 04 Jonathan Simms - 05 Christian Mosello - 06 Michael Morrow - 07 Jean-Michel Villette - 08 Jim Brasco - 09 Rhett Eisman - 10 Chris Allen - 11 Alex Bento 2001 - 01 Anthony Catanzaro - 02 Steve Sipple - 03 Guy Winks - 04 Daniel Hess - 05 Ryan Thompson - 06 Matt Kenney - 07 Jason Daugherty - 08 Henrique Castro - 09 Talvin DeMachio - 10 Brian Bianchini - 11 Shamon Minor - 12 David Figueroa 2002 - 01 Gerard way - 02 Damian Idoeta - 03 Hernan Gonzalez - 04 Jamie Gabel - 05 Rodrigo Tejera - 06 Eduardo Saavedra - 07 John Brice - 08 Jimmie Cannon - 09 Mark Maes - 10 Shannon Fuller - 11 Creole Walker - 12 Chris Michaels 2003 - 01 Daniel Jacob - 02 Endre Csernek - 03 Chim Richald - 04 Lior Sahadya - 05 Scott Markey - 06 Scott Merritt - 07 Robert Michael - 08 John James - 09 Vincent Lombardi - 10 Brent Dupuis - 11 Pete - 12 Terrell Franklin 2004 - 01 Nate Christianson - 02 Eric Zientek - 03 Alex Larose - 04 Will Jones - 05 Michael John - 06 Rick Dinihanian - 07 Ronnie Graham - 08 Fernando Macia - 09 Charles Dera - 10 Eric Gagnon - 11 Pete Adonis - 12 Dominic Vanier 2005 - 01 Nick Ortiz - 02 Michael Meany - 03 Gianni Caputi - 04 Kevin Michaels - 05 Derrick Davenport, Man of the Year - 06 David Rich - 07 Niko - 08 Breck Orshal - 09 Angelo Adams - 10 Benjamin Bulk - 11 Vic Ripper - 12 Lucas Walker 2006 - 01 Adrian G Bernal - 02 Sean James - 03 Robert Metts - 04 Hannes - 05 Earren Magnum - 06 Danny Lopes - 07 David E. Lee - 08 Julian Fantechi - 09 Johnny Maui - 10 Hunter - 11 Sean Patrick - 12 Conor Kilcoyne 2007 - 01 Chris Edgington - 02 Brendan Newman - 03 Ryan Mackie - 04 Niko - 05 Zac - 06 Julian Fantechi, Man of the Year - 07 Darryl Worley - 08 Stefan Pinto - 09 Marcus Patrick - 10 Christian - 11 Tony De Sergio - 12 Brett 2008 - 01 Daniel Rocha - 02 Miles Hamilton - 03 Anton Micheal - 04 No centerfold but Men of Fire Island - 05 Daniel Kirk - 06 Niko, Man of The Year 2010 - 03 Levi Johnston - 06 Ronnie Kroell - 06 Tory George |